# Арбен Мінга
Арбен Мінга (алб. Arbën Minga, 16 березня 1959, Тирана — 31 січня 2007, Віндзор) — албанський футболіст, що грав на позиції нападника за «Тирану», румунські команди, а також національну збірну Албанії.

## Клубна кар'єра
Народився 16 березня 1959 року в місті Тирана. Вихованець футбольної школи клубу «Тирана». Дорослу футбольну кар'єру розпочав 1975 року в основній команді того ж клубу, в якій провів шістнадцять сезонів, взявши участь у 332 матчах чемпіонату.  Більшість часу, проведеного у складі «Тирани», був основним гравцем атакувальної ланки команди. У складі «Тирани» був одним з головних бомбардирів команди, маючи середню результативність на рівні 0,4 гола за гру першості. За цей час чотири рази виборював титул чемпіона Албанії. У сезоні 1984/85 ставав найкращим бомбардиром албанської першості.
Згодом з 1991 по 1994 рік грав у Румунії, захищаючи кольори «Брашова» та «Бреїли».
Завершував ігрову кар'єру у рідній «Тирані». Повернувся до неї 1994 року, захищав її кольори до припинення виступів на професійному рівні у 1996. За цей час додав до переліку своїх трофеїв ще два титули чемпіона Албанії.

## Виступи за збірну
1980 року дебютував в офіційних матчах у складі національної збірної Албанії.
Загалом протягом кар'єри у національній команді, яка тривала 10 років, провів у її формі 28 матчів, забивши 2 голи.
Помер 31 січня 2007 року на 48-му році життя в канадському Віндзорі.

## Титули і досягнення
- Чемпіон Албанії (6):

«Тирана»: 1981-1982, 1984-1985, 1987-1988, 1988-1989, 1994-1995, 1995-1996
- Володар Кубка Албанії (4):

«Тирана»: 1982-1983, 1983-1984, 1985-1986, 1995-1996